# Stiftung Samarskaja Gubernija
Die Regionale gemeinnützige Stiftung »Samarskaja Gubernija« (russisch Региональный благотворительный фонд «Самарская губерния») ist eine Nichtregierungsorganisation in Samara in Russland.

## Tätigkeit
Die Stiftung fördert und initiiert Programme zur Unterstützung bedürftiger Menschen.
Hauptschwerpunkt ist die Vergabe von Fördermitteln durch Ausschreibungen von Wettbewerben für soziale Programme für alte Menschen, behinderte Kinder und für Jugendliche. Sie bietet auch strukturelle Unterstützung sowie Hilfe bei Behörden.
Die Stiftung finanziert sich durch Spenden von Privatpersonen, Unternehmen und regionalen Institutionen. Wichtigster Partner ist die AO Raiffeisenbank (Райффайзенбанк), LiBo und andere.

## Geschichte
Die Stiftung wurde 2006 gegründet.
Am 2. November 2016 wurde sie als „ausländischer Agent“ beim Justizministerium registriert. Grund dafür sind finanzielle Zuwendungen ausländischer Herkunft für das Programm Silbernes Alter.